# Vallfart och vandringsår
Vallfart och vandringsår är en diktsamling från 1888 av den svenske författaren Verner von Heidenstam. Det var Heidenstams författardebut. Dikterna utgår från Heidenstams resor i Sydeuropa och Främre Asien 1876–78. Boken bröt med naturalismen, som dominerade svensk litteratur vid tiden, och blev en sensation. Författaren Gustaf af Geijerstam skrev: "Detta debutarbete är i själfva verket af så märklig art, att det med ens gifver författaren en plats bland Sverges förnämsta författare."